# Diogo de Contreiras
Diogo de Contreiras (1500 circa – 1570) è stato un pittore portoghese manierista, attivo dal 1521 al 1562.
È stato identificato come il Maestro di San Quintino da Martim Sória nel 1957, tesi in seguito avvalorata da Vítor Serrão.

## Carriera
I suoi primi lavori noti sono state le decorazioni per l'entrata trionfale del re Manuele I e sua moglie Eleonora d'Asburgo a Lisbona nel 1521. La sua opera faceva parte delle 429 bandiere dipinte dai pittori portoghesi del tempo (tra cui Álvaro Pires, Diogo Gonçalo, Martins Fernandes e Fernão de Oliveira), sovvenzionate dalla Camera di Commercio lisbonese.

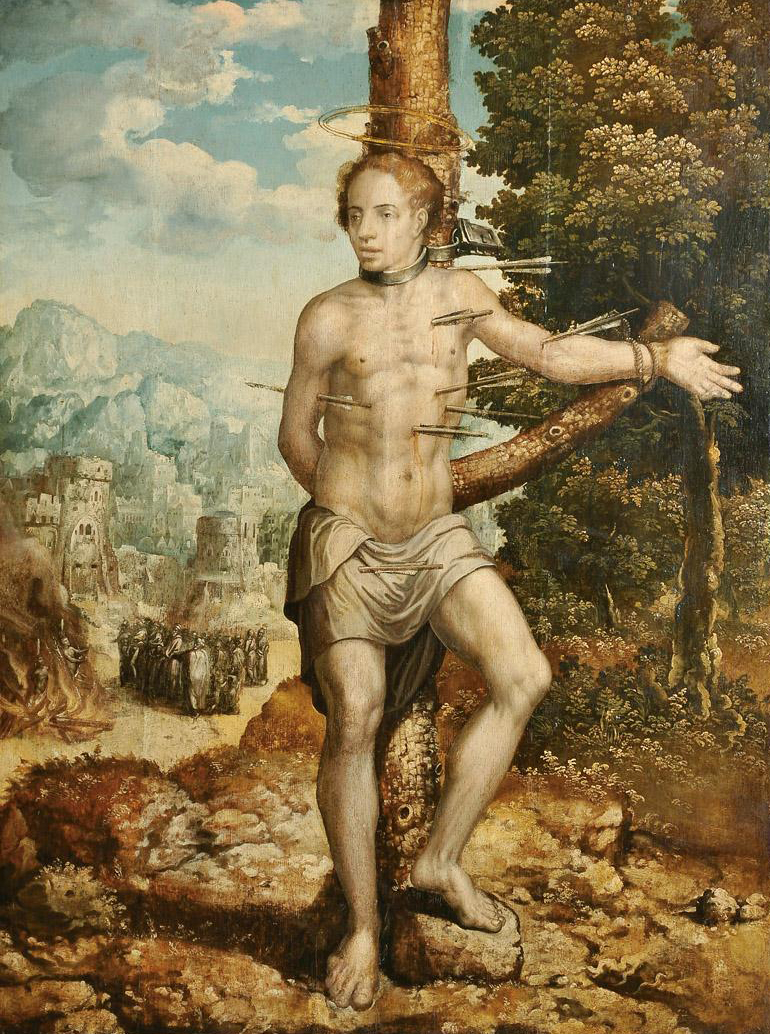
San Sebastiano

Tra il 1537 e il 1538 ha lavorato nella Chiesa di San Silvestro di Unhos (Loures), contribuendo con due tavole dedicate a san Silvestro in alcune scene della sua vita poste sull'altare. Una scena mostra il santo nell'atto di resuscitare il toro ucciso dal rabbino Zambri, mentre l'altra lo vede convertire l'imperatore Costantino. Tra il 1560 e il 1570 dipinge quattro pannelli con immagini di altri santi (san Rocco, san Pietro, san Sebastiano e San Biagio), realizzati forse per un secondo altare o per una sacrestia. La chiesa è stata dichiarata monumento di pubblico interesse dal governo portoghese.
Nel 1539 Contreiras dipinge la pala d'altare della Chiesa di Nostra Signora della Misericordia ad Ourém. La pala, costata 80.000 real e ultimata nel 1541, è andata perduta.
In quello stesso periodo lavora per il retablo del Convento di Santa Maria di Almoster, in Spagna. Tre pannelli del retablo sono custoditi in collezioni private. Raffigurano una Resurrezione, un pannello dedicato a san Vincenzo e uno a san Silvestro
Contreiras ha anche insegnato al Collegio d'Arte dell'Università di Coimbra dal 1545 al 1549 e di nuovo dal 1551 al 1555.
Nel 1546 lavora presso il Convento de São Bento de Cástris ad Évora, uno dei monumenti nazionali del Portogallo. Diverse delle sue opere dipinte dagli anni 1540 in poi sono ora perdute, mentre quelle tuttora esistenti sono di carattere religioso.
Nel 1551 realizza il Battesimo di Cristo nella chiesa di San Francesco ad Alenquer. In quell'anno, ricoprì l'incarico di esaminatore dei pittori a Lisbona, insieme António de Espinhosa e António de Aguiar.

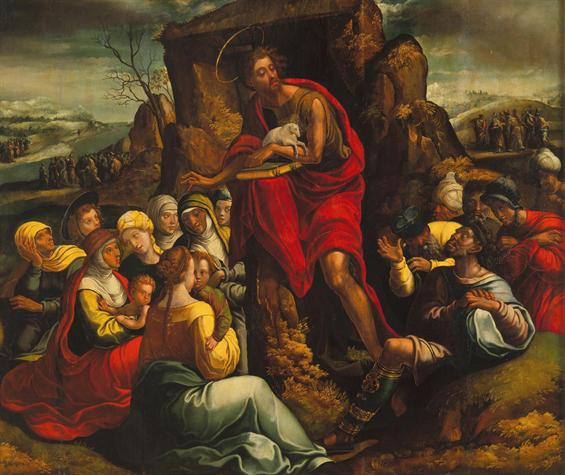
La Predica di san Giovanni Battista di Diogo de Contreiras, originariamente realizzato per il Convento delle Cistercensi di Évora, ora appartiene al Museo nazionale d'arte antica.

Tra il 1552 e il 1554 ha dipinto una pala d'altare per il Convento di São Bento de Castris. Quest'opera includeva la Predica di san Giovanni Battista ora esposta al Museo nazionale d'arte antica di Lisbona. Per il lavoro Contreiras ha ricevuto 30.000 real, distribuiti in oltre tre anni, in grano e denaro.
Tra il 1553 e il 1554 realizza un'altra pala, oggi perduta, al Convento di Santa Clara di Santarém.
Contreiras avrebbe anche dipinto un'Ultima Cena, una Pentecoste e una Santa Trinità nella Cappella del Santo Spirito nella Chiesa di Matriz de Machico a Madera. L'identificazione di Contreiras come artista di queste opere è comunque dibattuta. Pure nelle isole di Madera, Contreiras potrebbe essere il pittore che realizzò la pala d'altare della Chiesa della Madre di Dio a Caniço (Santa Cruz) che raffigura san Giacomo il Maggiore, Giovanni Battista, santa Caterina d'Alessandria e sant'Antonio, oltre che dell'opera nel campanile della Chiesa di Matriz de São Brás che rappresenta un'Annunciazione, Sant'Antonio, San Benedetto e Il Miracolo di San Biagio. Ha dipinto inoltre alcuni pannelli della Chiesa di San Giacomo il Minore a Funchal.
Nel 1556 realizza il Trittico della Concezione, Nascita e Infanzia della Vergine per il convento di São Bento de Castris, oggi custodito al Museo d'Arte Sacra di Évora. Questo dipinto è l'ultimo in cui viene identificato il nome di Contreiras. Altre opere, appartenute alle collezioni private Rilvas e Alpoim Galvão, mostrano quanto fosse importante Contreiras nella pittura portoghese del XVI secolo. 
L'ultima menzione a Contreiras risulta quando viene scelto nuovamente come esaminatore dei pittori lisbonesi, questa volta con João Guterres e Gaspar Dias.